# Optimum spotřebitele
Optimem (rovnováhou) spotřebitele se v ekonomické teorii rozumí taková situace, kdy spotřebitel volí optimální kombinaci statků v rámci svých tržních možností (tzn. v závislosti na svém disponibilním důchodu a cenách statků) a svých preferencí. Maximalizuje tak svůj užitek při vynaložení minimálních nákladů.
Rozlišujeme následující kategorie užitku:
- Celkový užitek (TU), který představuje celkovou míru uspokojení spotřebitele. S rostoucím množstvím spotřebovaných statků roste až do bodu nasycení, a poté klesá.
- Mezní užitek (MU) udává, o kolik se zvýší celkový užitek při zvýšení množství spotřebovávaného zboží o jednu jednotku.[1][2][3]

## Přístupy
Ekonomické názory ohledně užitku se dělí do dvou skupin. Starší ekonomické názory se kloní k myšlence, že je užitek měřitelný (Kardinalistická teorie užitku), novější ekonomické názory pak zastávají opačný postoj, tedy že užitek není měřitelnou veličinou (Ordinalistická teorie užitku).

### Kardinalistická teorie užitku
Kardinalisté předpokládají, že je užitek měřitelný. Celkový užitek je dán maximální částkou, kterou je spotřebitel ochoten za dané množství zboží zaplatit. Mezní užitek je pak dán částkou, kterou je spotřebitel ochoten zaplatit za další jednotku zboží.
Spotřebitel koupí optimální množství daného produktu, když se mezní užitek poslední spotřebované jednotky rovná ceně produktu. Jedná se tedy o rovnováhu spotřebitele při nákupu jednoho zboží a platí:
{\displaystyle MU=p}, je-li p>MU nákup statku bude omezován, je-li p<MU nákup statku bude navyšován.
Spotřebitel poměřuje užitek, který mu spotřeba určitého statku přináší s jeho pořizovacími náklady, tedy jeho cenou. Nakoupí si tak zboží, které slibuje lepší uspokojení jeho potřeb při dané úrovni jeho důchodu. Přirozeně pak nakupuje ty statky, které mu přináší největší úroveň užitku na jednotku vynaložených nákladů, tedy: 
{\displaystyle {MU_{Xn} \over P_{X}}}, kde MUXn je mezní užitek poslední (n-té) spotřebované jednotky statku X, PX je cena statku X.
V případě, že spotřebitel nakupuje i další statek (Y), srovnáváme také mezní užitek statku Y (MUY) s jeho cenou (PY). Při nákupu statků se spotřebitel snaží o dosažení rovnosti mezi poměry mezních užitků jednotlivých druhů zboží vzhledem k jejich cenám. Tento vztah zapisujeme ve tvaru:
{\displaystyle {\frac {MU_{X}}{P_{X}}}={\frac {MU_{Y}}{P_{Y}}}=...={\frac {MU_{N}}{P_{N}}}}
Splňuje-li vybraná kombinace danou rovnost, pak nemohl spotřebitel důchod rozdělit efektivněji. Spotřebitel tedy maximalizuje svůj užitek v případě, když svůj důchod rozdělí mezi různé statky tak, že z poslední koruny vydané na každý statek získal stejné uspokojení.
Kardinalisté také definují tzv. spotřebitelský přebytek. Ten měří rozdíl mezi celkovým užitkem ze spotřeby statku a cenou, za kterou byl statek pořízen. Jedná se tedy o užitek, který spotřebitel získal, ale nezaplatil.

### Ordinalistická teorie užitku
Ordinalisté zastávají názor, že užitek je čistě subjektivní pocit a není tedy měřitelnou veličinou. Podle jejich názoru mohou spotřebitelé pouze porovnávat užitek různých kombinací statků a rozhodnout, která z kombinací jim poskytuje větší užitek a která menší. Nemohou však říci, o kolik se tento užitek liší.

#### Indiferenční analýza

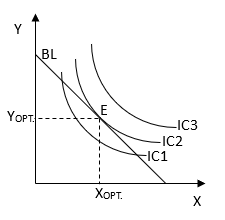
Optimum spotřebitele

K odvození optima se využívá tzv. indiferenční analýza. Základním prvkem indiferenční analýzy je indiferenční křivka (IC), nebo také křivka lhostejnosti. Představuje množinu kombinací dvou statků (X a Y), jejichž užitek spotřebitel hodnotí naprosto stejně. 
Indiferenční křivky se shlukují v indiferenční mapě. Čím užitečnější kombinaci pro spotřebitele křivka znázorňuje, tím dále od počátku se nachází. 
Pro určení bodu optima spotřebitele je nutné porovnat spotřebitelův užitek s rozpočtovým omezením, tedy s disponibilním důchodem spotřebitele. Důležitým předpokladem je, že spotřebitel je racionální a celý svůj důchod vkládá do nákupu statků X a Y.
Toto rozpočtové omezení znázorňuje linie příjmu (BL), která definuje veškeré kombinace rozdělení důchodu na nákup statků X a Y. Všechny kombinace nacházející se na této linii znamenají, že spotřebitel spotřebovává celý svůj disponibilní důchod a je dána vztahem: 
{\displaystyle I=P_{X}\times X+P_{Y}\times Y}, kde I znázorňuje příjem spotřebitele (disponibilní důchod), PX znázorňuje cenu statku X, X množství statku X, PY cenu statku Y a Y pak množství statku Y.
Optimum spotřebitele v ordinalistickém pojetí je graficky znázorněno bodem rovnováhy (E), tedy bodem, kde se linie příjmu dotýká nejvýše položené indiferenční křivky.
Vyšší užitek by mohla zajistit pouze kombinace, která se nachází nad touto indiferenční křivkou, ta je však finančně nedosažitelná. Kombinace nacházející se pod touto indiferenční křivkou pak spotřebiteli poskytuje nižší užitek.